# Sandholmen (vid Attu, Pargas)
Sandholmen är en ö i Finland. Den ligger i Skärgårdshavet och i kommunen Pargas i den ekonomiska regionen  Åboland i landskapet Egentliga Finland, i den sydvästra delen av landet. Ön ligger omkring 34 kilometer söder om Åbo och omkring 140 kilometer väster om Helsingfors.
Öns area är 5,9 hektar och dess största längd är 390 meter i nord-sydlig riktning.